# Balut
Un balut (en vietnamita, hột vịt lộn) és un ou d'ànec ja fertilitzat amb el seu embrió a dins que es cou tal com un ou bullit. És considerat una delícia a Àsia, i especialment pel seu alt contingut proteic, a les Filipines, a la Xina, a Cambodja, i al Vietnam. Es té la creença popular que aquest plat és un afrodisíac i és considerat més com un tònic, se sol vendre en molts països en llocs de carrer. Se sol servir acompanyat d'una consumició alcohòlica, com una cervesa. En filipí i malai, la paraula «balut» (balot) significa «embolicat».

## Servei
La major part dels comensals de balut empren un saler per a abocar alguns grans de sal mentre en mengen, alguns fan servir salsa picant o vinagre com a complement a l'ou. Els ous es preparen cuits amb els fluids interns de l'ou i d'aquesta manera el brou intern és absorbit abans d'ingerir-ne la part interna; per a això es trenca la closca lleugerament. L'embrió de l'ou és consumit del tot. A les Filipines, el balut ha arribat a entrar a l'alta cuina i és servit com a aperitiu en molts restaurants, on és servit en adob, fregit en truita francesa o fins i tot com a farciment en pastissos.

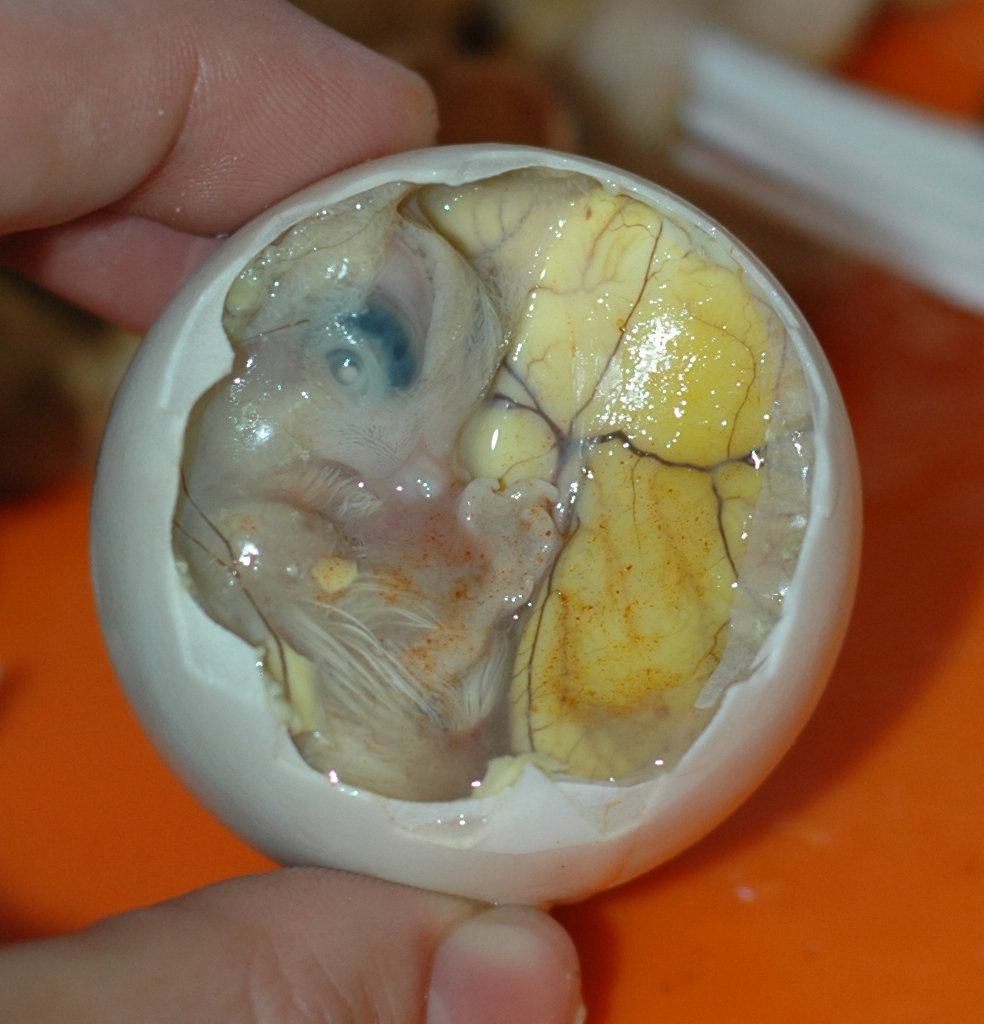
Un ou parcialment esclofollat de «balut», a punt per ser ingerit
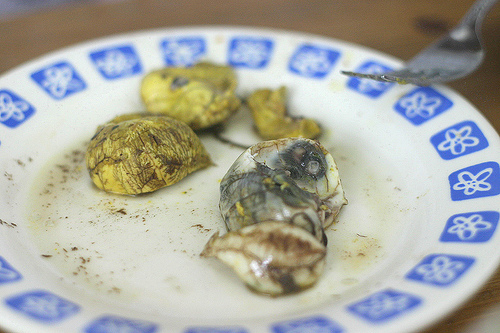
Balut servit en un plat